# Xindheere
Xindheere es un asentamiento en Somalia. Está ubicado en la región de Galguduud, en el centro del país, a 300 km al norte de Mogadiscio, que es la capital de Somalia. Xindheere se encuentra a 199 metros sobre el nivel del mar.
El terreno alrededor de Xindheere es mayormente plano. El punto más alto en los alrededores tiene una altitud de 206 metros y se encuentra a 1.1 km al norte de Xindheere. Hay aproximadamente 4 personas por kilómetro cuadrado en los alrededores del pueblo, con una población bastante baja. Los alrededores están casi completamente cubiertos por matorrales.
El clima es cálido y seco. La temperatura promedio es de 30 °C. El mes más caluroso es marzo, con 32 °C, y el más frío es julio, con 28 °C.  La precipitación anual promedio es de 401 milímetros. El mes más lluvioso es noviembre, con 102 milímetros de lluvia, y el más seco es febrero, con 1 milímetro.
| Climograma de Xindheere | Climograma de Xindheere | Climograma de Xindheere | Climograma de Xindheere | Climograma de Xindheere | Climograma de Xindheere | Climograma de Xindheere | Climograma de Xindheere | Climograma de Xindheere | Climograma de Xindheere | Climograma de Xindheere | Climograma de Xindheere |
| --- | ----------------------- | ----------------------- | ----------------------- | ----------------------- | ----------------------- | ----------------------- | ----------------------- | ----------------------- | ----------------------- | ----------------------- | ----------------------- |
| E | F                       | M                       | A                       | M                       | J                       | J                       | A                       | S                       | O                       | N                       | D                       |
| 1 36 24 | 1 39 23                 | 13 40 25                | 73 39 25                | 53 33 25                | 7 33 22                 | 17 33 22                | 26 34 23                | 29 38 24                | 76 34 23                | 102 34 24               | 3 35 23                 |
| temperaturas en °C • totales de precipitación en mm fuente: |                         |                         |                         |                         |                         |                         |                         |                         |                         |                         |                         |
| Conversión sistema imperial\| E \| F \| M \| A \| M \| J \| J \| A \| S \| O \| N \| D \| \| 0 97 75 \| 0 102 73 \| 0.5 104 77 \| 2.9 102 77 \| 2.1 91 77 \| 0.3 91 72 \| 0.7 91 72 \| 1 93 73 \| 1.1 100 75 \| 3 93 73 \| 4 93 75 \| 0.1 95 73 \| \| temperaturas en °F • totales de precipitación en pulgadas \| \| \| \| \| \| \| \| \| \| \| \| |                         |                         |                         |                         |                         |                         |                         |                         |                         |                         |                         |
| E | F                       | M                       | A                       | M                       | J                       | J                       | A                       | S                       | O                       | N                       | D                       |
| 0 97 75 | 0 102 73                | 0.5 104 77              | 2.9 102 77              | 2.1 91 77               | 0.3 91 72               | 0.7 91 72               | 1 93 73                 | 1.1 100 75              | 3 93 73                 | 4 93 75                 | 0.1 95 73               |
| temperaturas en °F • totales de precipitación en pulgadas |                         |                         |                         |                         |                         |                         |                         |                         |                         |                         |                         |

| E                                                         | F        | M          | A          | M         | J         | J         | A       | S          | O       | N       | D         |
| 0 97 75                                                   | 0 102 73 | 0.5 104 77 | 2.9 102 77 | 2.1 91 77 | 0.3 91 72 | 0.7 91 72 | 1 93 73 | 1.1 100 75 | 3 93 73 | 4 93 75 | 0.1 95 73 |
| temperaturas en °F • totales de precipitación en pulgadas |          |            |            |           |           |           |         |            |         |         |           |

## Toponimia
El nombre del asentamiento aparece en algunas fuentes como Xindheere, una variante ortográfica común del nombre Xin Dheere. Ambas formas se refieren al mismo lugar. La diferencia en la escritura se debe a variaciones en la transliteración del idioma somalí al alfabeto latino.

## Historia
A fines del siglo XX y también en lo que va del siglo XXI, Xindheere ha servido de escenario a la guerra civil que vive Somalia desde 1991.
En 2014 Al Shabaab tomó Xindheere, y cuenta hasta la actualidad con el apoyo de la mayoría de los habitantes del pueblo.
El 10 de enero de 2024, Xindheere fue noticia internacional cuando un helicóptero contratado por las Misión de Asistencia de las Naciones Unidas en Somalia realizó un aterrizaje de emergencia en las cercanías debido a una falla mecánica. A bordo viajaban 9 contratistas externos de la ONU: un médico militar somalí, un piloto somalí, un egipcio empleado por una empresa contratista que realiza evaluaciones médicas de emergencia, dos enfermeras kenianas, un oficial de protección ugandés y 4 ucranianos. El helicóptero se dirigía de Beledweyne, capital de la región de Hiran, a Wisil, otra localidad de Galguduud, transportando suministros médicos para evacuar a soldados heridos. Tras el aterrizaje, el piloto y el médico militar huyeron, siendo desconocido su destino hasta la fecha, y posteriormente militantes de Al Shabaab llegaron al lugar donde se encontraba el helicóptero y secuestraron a los ocupantes que allí quedaban; el ciudadano egipcio fue asesinado luego que intentara huir al ver llegar a los miembros de Al Shabaab. La ciudad había sido liberada recientemente de Al Shabaab, pero la mayoría de sus secciones aún estaban bajo el control de los terroristas islamistas.
El coronel Abdullahi Isse, con base en la ciudad de Adado, mencionó que no había planes para una misión de rescate, alegando el control prolongado de la zona por parte de Al-Shabaab. El mayor Hassan Ali, con base en Beledweyne, desde donde despegó el helicóptero, señaló que una operación terrestre no era viable.
El portavoz del secretario general de la ONU, António Guterres, en la rueda de prensa diaria en Nueva York dijo posteriormente ese mismo día: “Se están realizando esfuerzos de respuesta, pero por el bien de la seguridad de todos los que están a bordo, no vamos a decir nada más en este momento”.
En marzo de 2025 el Ejército Nacional Somalí, en colaboración con la Agencia Nacional de Inteligencia y Seguridad (NISA) y la Fuerza Aérea Somalí, llevó a cabo una serie de ataques aéreos en Galguduud que mataron a varios militantes de alto rango de Al-Shabaab y ancianos afiliados, entre ellos, Hussein Ali Badal, el líder de Al-Shabaab en Xindheere. El Comando del Ejército afirmó que Ali Badal y el resto de los individuos atacados se habían reunido en el área de Maalin Nugur para presionar a las comunidades locales para que apoyaran o se unieran a Al-Shabaab.